# Parisot (Tarn)
Parisot település Franciaországban, Tarn megyében. Lakosainak száma 1009 fő (2022. január 1.). Parisot Giroussens, Loupiac, Montans, Peyrole, Puybegon és Saint-Gauzens községekkel határos.

## Népesség
A település népességének változása:
| Lakosok száma | 949  | 959  | 977  | 959  | 958  | 960  | 963  | 985  | 1009 |
|               | 2013 | 2015 | 2016 | 2017 | 2018 | 2019 | 2020 | 2021 | 2022 |